# Axíoc (diàleg)
Axíoc és un diàleg socràtic que s'atribueix a Plató, però que es considera fals. Les dates del treball són del període hel·lenístic, primer segle aC. L'autor va ser probablement un platònic, o potser un neopitagòric. Forma part del gènere literari de consol, que era popular en època romana i hel·lenística, encara que no és habitual en ser dirigit a algú que està a prop de la mort, en lloc d'algú que ha perdut un ésser estimat.
En el diàleg, Axíoc ha estat a prop de la mort, i estava espantat per l'experiència, malgrat la seva familiaritat amb els arguments que se suposa que li fan burla de la por a la mort. Sòcrates és cridat al seu costat, i el consola amb una àmplia varietat d'ensenyaments per ajudar Axíoc a donar la benvinguda a la mort i a l'alliberament de l'ànima cap a un lloc millor.